# Кёртис, Билл
Билл Кёртис (при рождении Вильям Хортон Куретич (англ. William Horton Kuretich); род. 1940) — американский журналист, ведущий новостей и продюсер.
Был ведущим на канале A&E документальных и криминальных новостей — Investigative Reports, American Justice и Cold Case Files. В настоящее время — ведущий еженедельного шоу Wait Wait... Don't Tell Me!

## Биография
Родился 21 сентября 1940 года в городе Пенсакола, штат Флорида, в семье Вильяма А. Куретича (англ. William A. Kuretich) и Вилмы Мэри Хортон (англ. Wilma Mary Horton). Отец — хорват по происхождению, был бригадным генералом корпуса морской пехоты США, ветеран Второй мировой войны.
Из-за службы отца, семья Билла часто переезжала из одного города в другой, пока не осела в городе Индепенденс, штат Канзас. Уже в 16 лет Кертис начал работать в качестве диктора на радиостанции KIND-AM. Окончив в 1958 году Independence High School, обучался в Канзасском университете, получив в нём степень бакалавра в области журналистики в 1962 году. В Канзасе, некоторое время работал на телеканале WIBW-TV. В 1966 году Билл Кертис получил степень доктора права в школе права университета Уошберна и работал в юридической фирме города Уичито, штат Канзас. В 1962—1964 годах служил в корпусе морской пехоты США в городе Топика, Канзас. Дослужился до звания лейтенанта резерва военно-морских сил США.
Карьера Кёртиса резко пошла вверх после того, как он был комментатором телеканала WIBW-TV в городе Топика, который был единственным работающим каналом во время торнадо, прошедшего над штатом Канзас в июне 1966 года, помогая жителям в сложившейся обстановке. Его заметил чикагский телеканал WBBM-TV, ставший почвой для последующей 30-летней карьеры Кёртиса в CBS. Он застал одни из самых бурных годов в жизни США: убийство Мартина Лютера Кинга и Роберта Кеннеди, протесты против Вьетнамской войны. Освещал процессы по делу активистки Анджелы Дэвис, разоблачителя Даниэля Эллсберга, преступника Чарльза Мэнсона и серийного убийцы из Мексики Хуана Короны. 
В 1978 году он многое рассказал о применении США во Вьетнаме «Агент Оранж». В 1980 году он посетил Вьетнам и узнал о многих тысячах вьетнамских детей, зачатых и оставленных американцами. Эта история, опубликованная в The New York Times Magazine, помогла в будущем многим вьетнамским детям в получении особого статуса для въезда в Соединенные Штаты, где они живут и в настоящее время. И в дальнейшей своей работе Кёртис рассказывал американцам о важнейших событиях в мире и США — о ЦРУ, Чернобыльской аварии, американском правосудии. Был актёром, сценаристом и продюсером ряда фильмов и сериалов.
Билл Кёртис был удостоен двух премий Пибоди, а также многих наград Эмми и введён в Зал славы Канзаса (англ. Kansas Hall of Fame).
Был женат на Хелен Кёртис (с 1963 по 1977 годы), в семье родилось двое детей — сын (умер) и дочь.